# بلک مسا (آپاچی- شهرستان ناواهو، آریزونا)

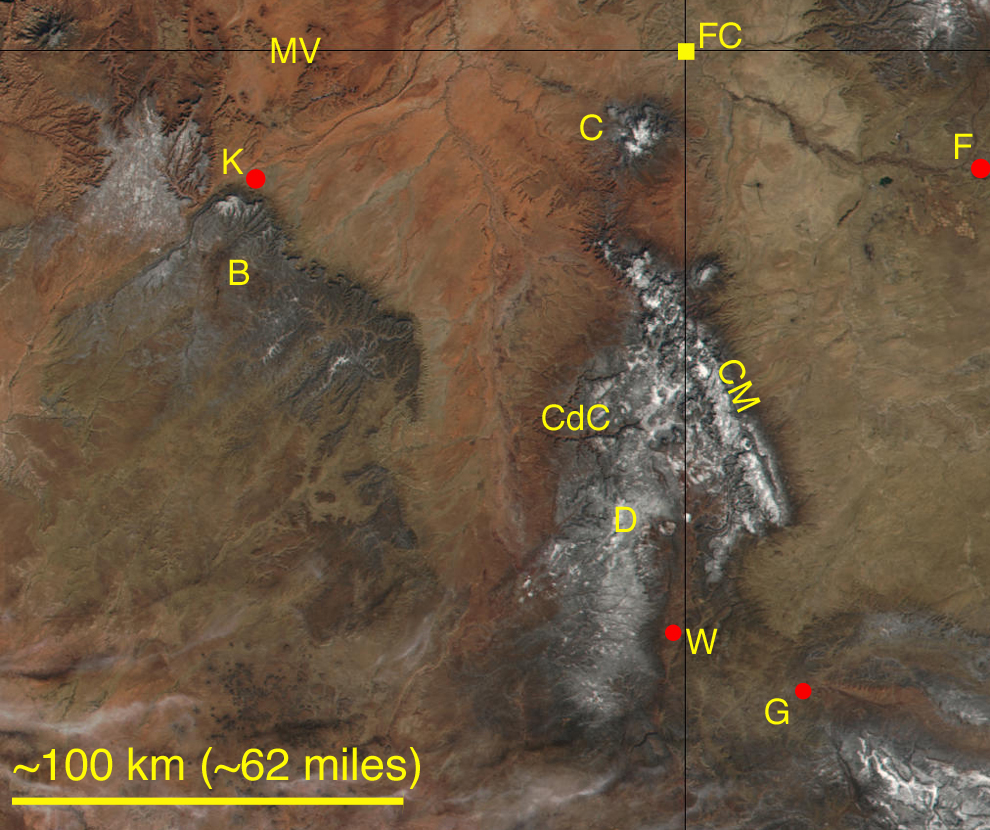
تصویر ماهواره ای از شمال شرقی آریزونا و شمال غربی نیومکزیکو، از جمله بنای یادبودچهار گوشه (FC). برخی از ارتفاعات بالاتر پر برف هستند. برخی ویژگی‌های طبیعی کوه‌ها علاومت خرده مثل: کوه‌های چوسکا(CM)، کوه‌های کاریزو(C)، پارک قبیله پارک قبیله ای ناواهو(MV)، بلاک مسا(B), Canyon de بنای یادبود چلی (CdC) و ارتفاعات دفیانس (پلاتیو) (D) شهرهای برجسته فارمینگتون، نیومکزیکو (F)، گالوپ، نیومکزیکو (G)، ویندوزراک، آریزونا (WR) و کاینتا، آریزونا (K) هستند.

بلک مسا (انگلیسی: Black Mesa) (همچنین به نام کوه بزرگ نامیده می‌شود) یک جزیره کوهستانی مرتفع در آریزونا است که در شمال کشور درشهرستان ناواهو، آریزونا واقع شده‌است. از غرب و جنوب شرقی در امتداد شهرستان آپاچی، آریزونا قرار دارد و از جنوب شرقی. به زبان ناواهو به آن «کوه سیاه» می‌گویند. این کوه سیاه در ظاهر تاریک است اما از درزهای متعدد زغال سنگ عبور کرده و به وجود آمده‌است.

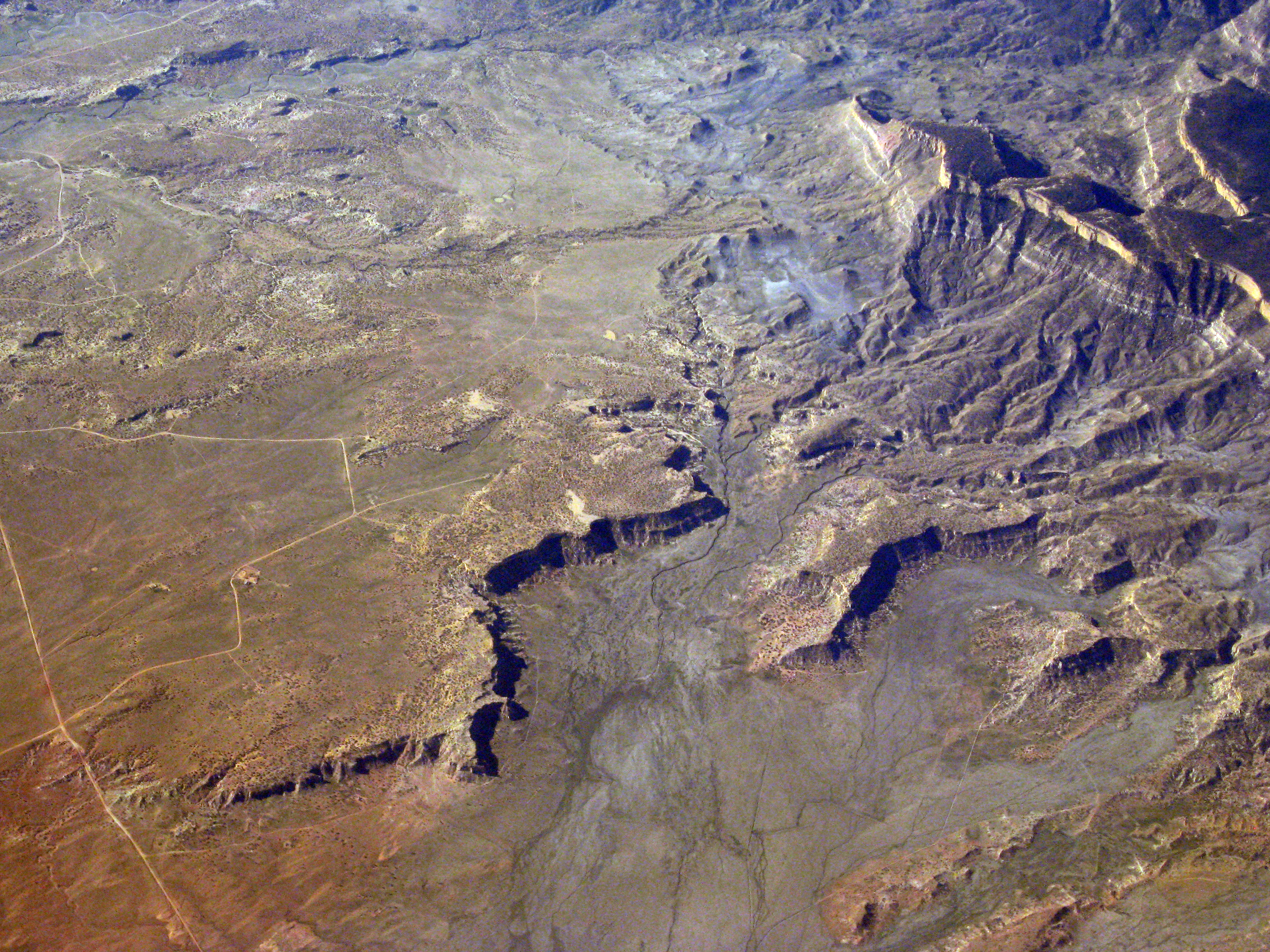